# Beauregard-l’Évêque
Beauregard-l’Évêque ist eine französische Gemeinde mit 1.584 Einwohnern (Stand: 1. Januar 2022) im Département Puy-de-Dôme in der Region Auvergne-Rhône-Alpes. Beauregard-l’Évêque gehört zum Arrondissement Clermont-Ferrand und zum Kanton Billom (bis 2015: Kanton Vertaizon).

## Lage
Beauregard-l’Évêque liegt etwa 16 Kilometer ostnordöstlich von Clermont-Ferrand in der Landschaft Limagne. Im Westen begrenzt der Allier die Gemeinde, in den hier der Jauron einmündet. Umgeben wird Beauregard-l’Évêque von den Nachbargemeinden Joze im Norden, Culhat im Nordosten, Lempty im Osten und Nordosten, Seychalles im Osten, Bouzel im Süden und Südosten, Vertaizon im Süden, Pont-du-Château im Westen und Südwesten sowie Les Martres-d’Artière im Nordwesten.

## Geschichte
In der Zeit ab 1444 bis in die französische Revolutionszeit (1791) war Beauregard der Residenzort mit seinem Schloss für die Bischöfe von Clermont-Ferrand. Das Schloss wurde 1797 geschleift.

## Bevölkerungsentwicklung
| Jahr                       | 1962 | 1968 | 1975 | 1982 | 1990 | 1999 | 2006 | 2013 |
| Einwohner                  | 648  | 654  | 634  | 773  | 894  | 1158 | 1306 | 1370 |
| Quellen: Cassini und INSEE |      |      |      |      |      |      |      |      |

## Sehenswürdigkeiten
- Kirche

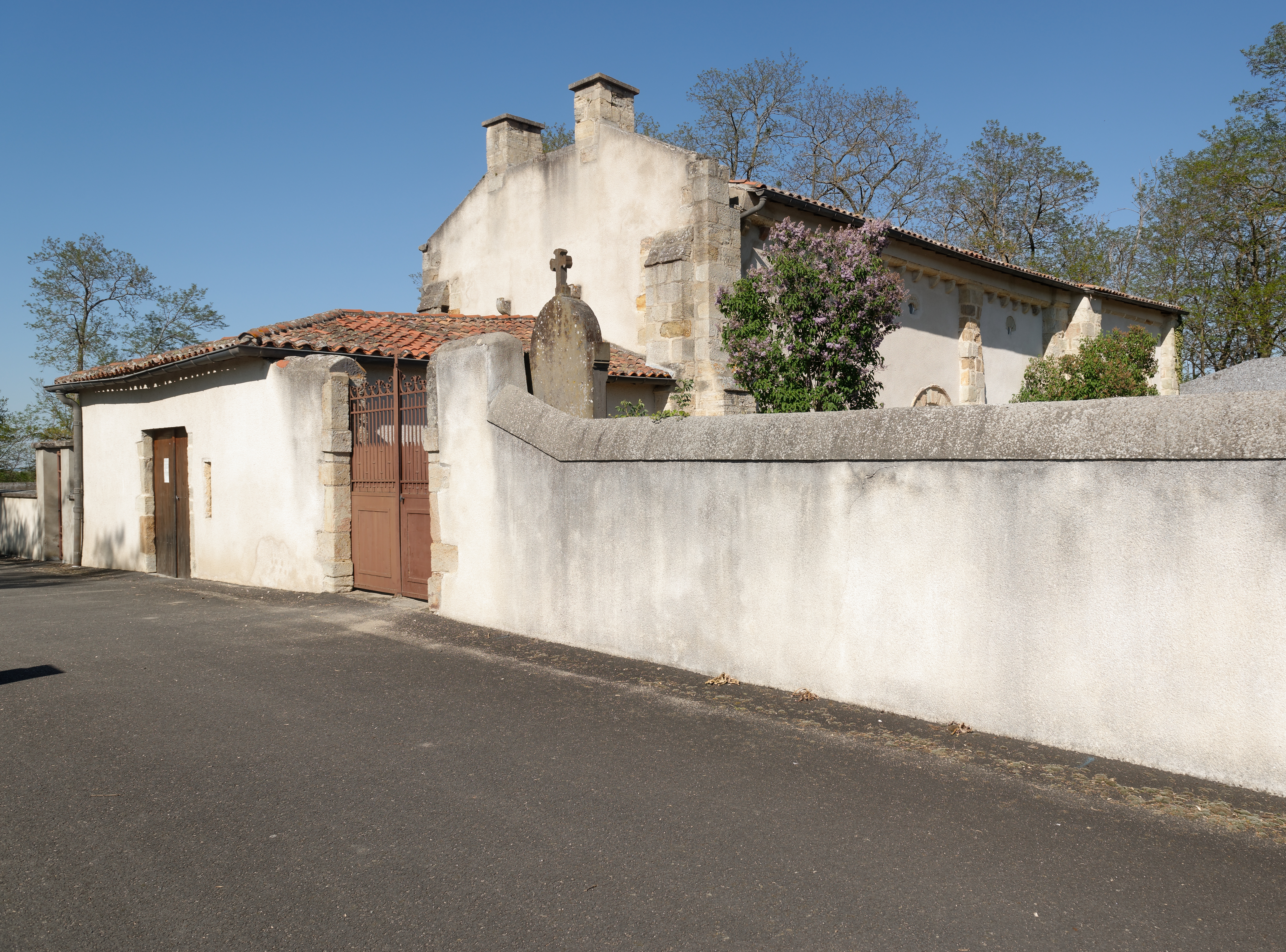
Kapelle Saint-Aventin

- Kapelle Saint-Aventin aus dem 10. Jahrhundert
- Reste der früheren Schlossanlage
- Konvent des Paulanerordens aus dem 16. Jahrhundert